# Lloyd Omdahl
Lloyd B. Omdahl (* 5. Januar 1931 in Conway, Walsh County, North Dakota; † 14. April 2024) war ein US-amerikanischer Politiker. Zwischen 1987 und 1992 war er Vizegouverneur des Bundesstaates North Dakota.

## Werdegang
Lloyd Omdahl studierte an der University of North Dakota, an der er später als Professor für politische Wissenschaften Vorlesungen hielt. Gleichzeitig schlug er als Mitglied der Demokratischen Partei, die sich in North Dakota Democratic-Nonpartisan League Party nennt, eine politische Laufbahn ein. Zwischen 1963 und 1966 war er als Tax Commissioner Steuerbeauftragter seines Staates. Außerdem leitete er das Office of Management and Budget. 1976 kandidierte er erfolglos für das Repräsentantenhaus der Vereinigten Staaten. In den Jahren 1971 und 1972 nahm er als Delegierter an einem Verfassungskonvent seines Staates teil.
Nach dem Tod von Vizegouverneurin Ruth Meiers wurde Omdahl von Gouverneur George Sinner zu deren Nachfolger ernannt. Im Jahr 1988 wurde er in diesem Amt bestätigt, das er bis 1992 ausübte. Dabei war er Stellvertreter des Gouverneurs und Vorsitzender des Staatssenats.
Omdahl starb im April 2024 im Alter von 93 Jahren.